# جسر أولاند

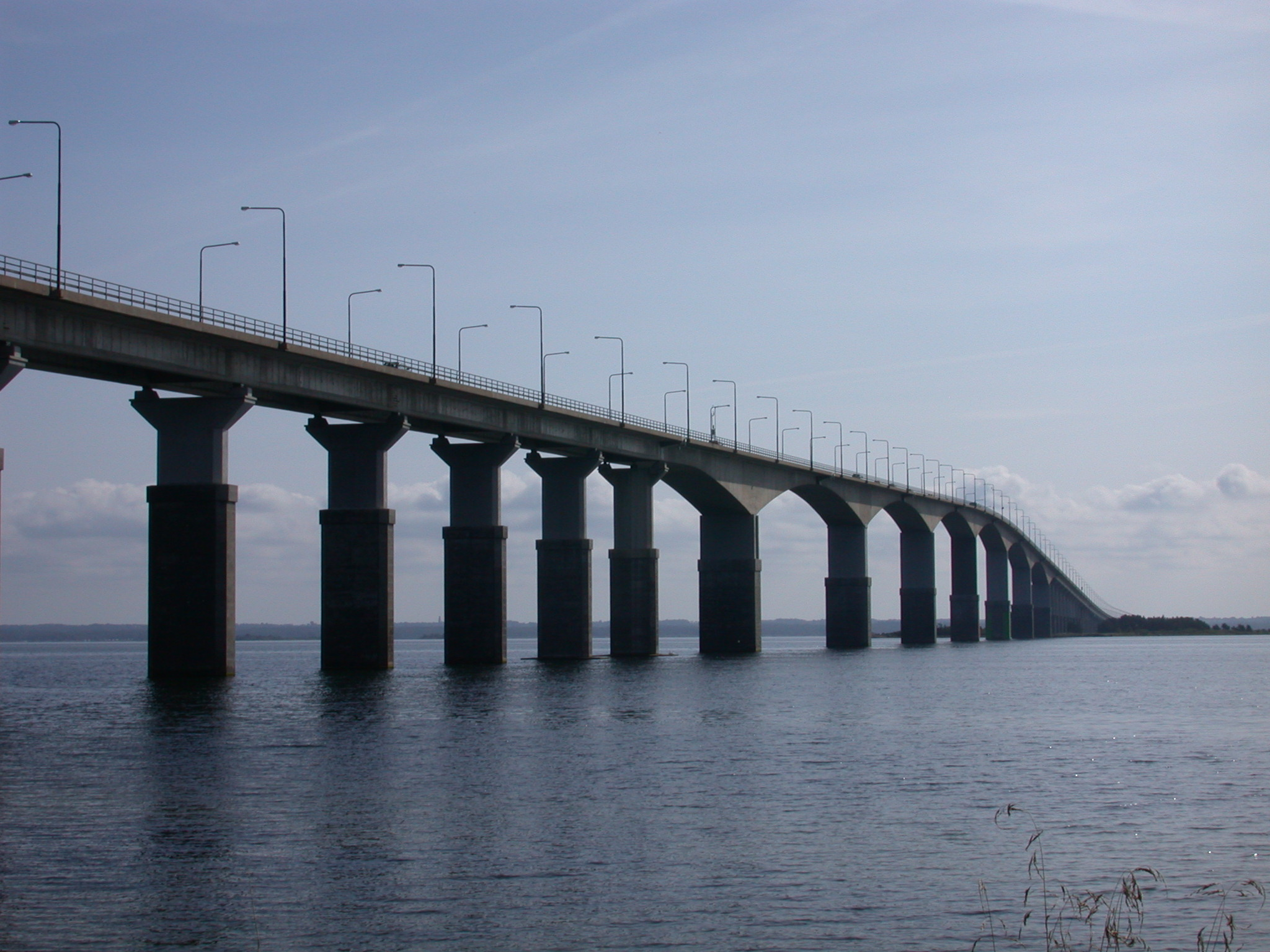
جسرإولاند في سنة 2005

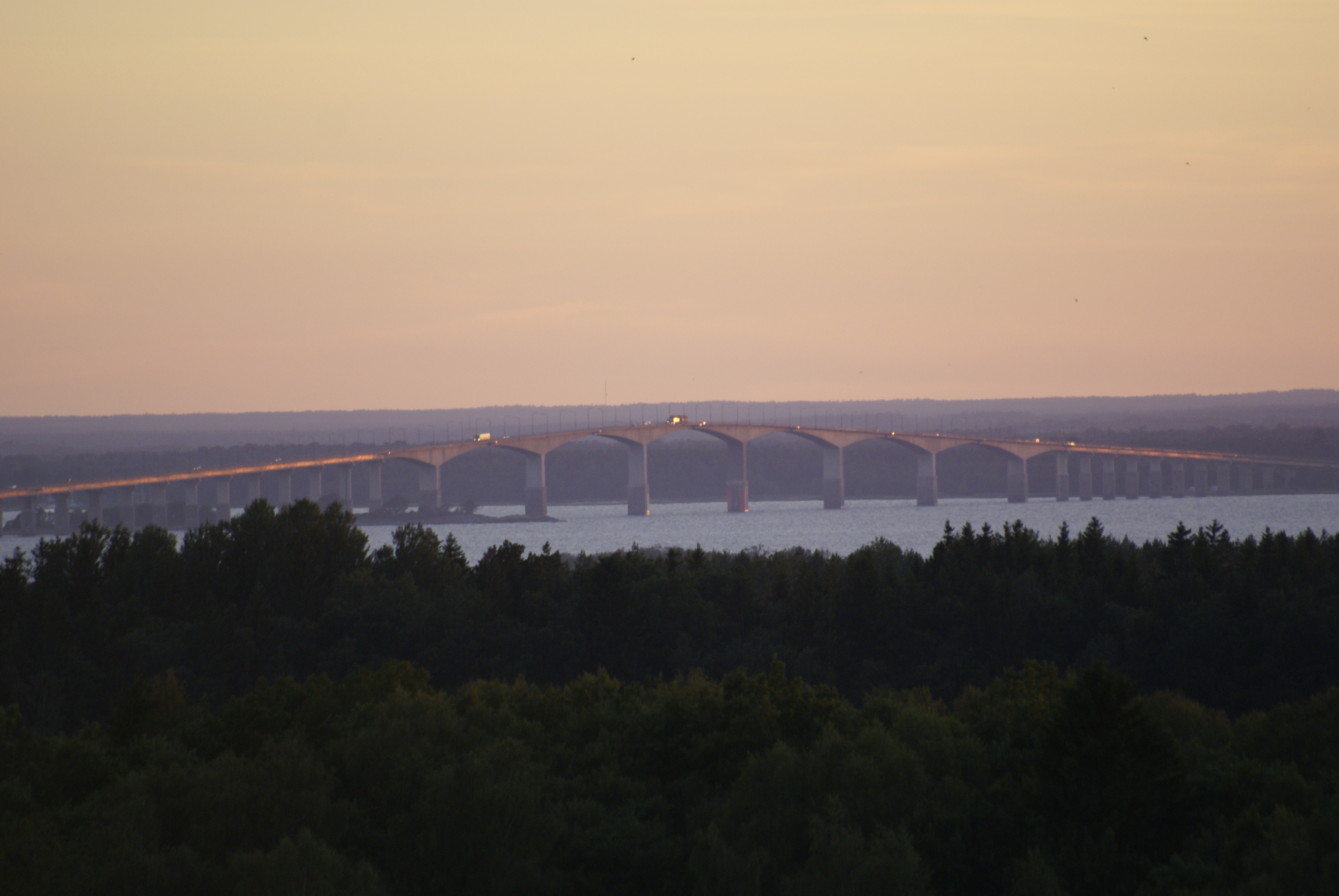
جسر إولاند إثناء غروب الشمس

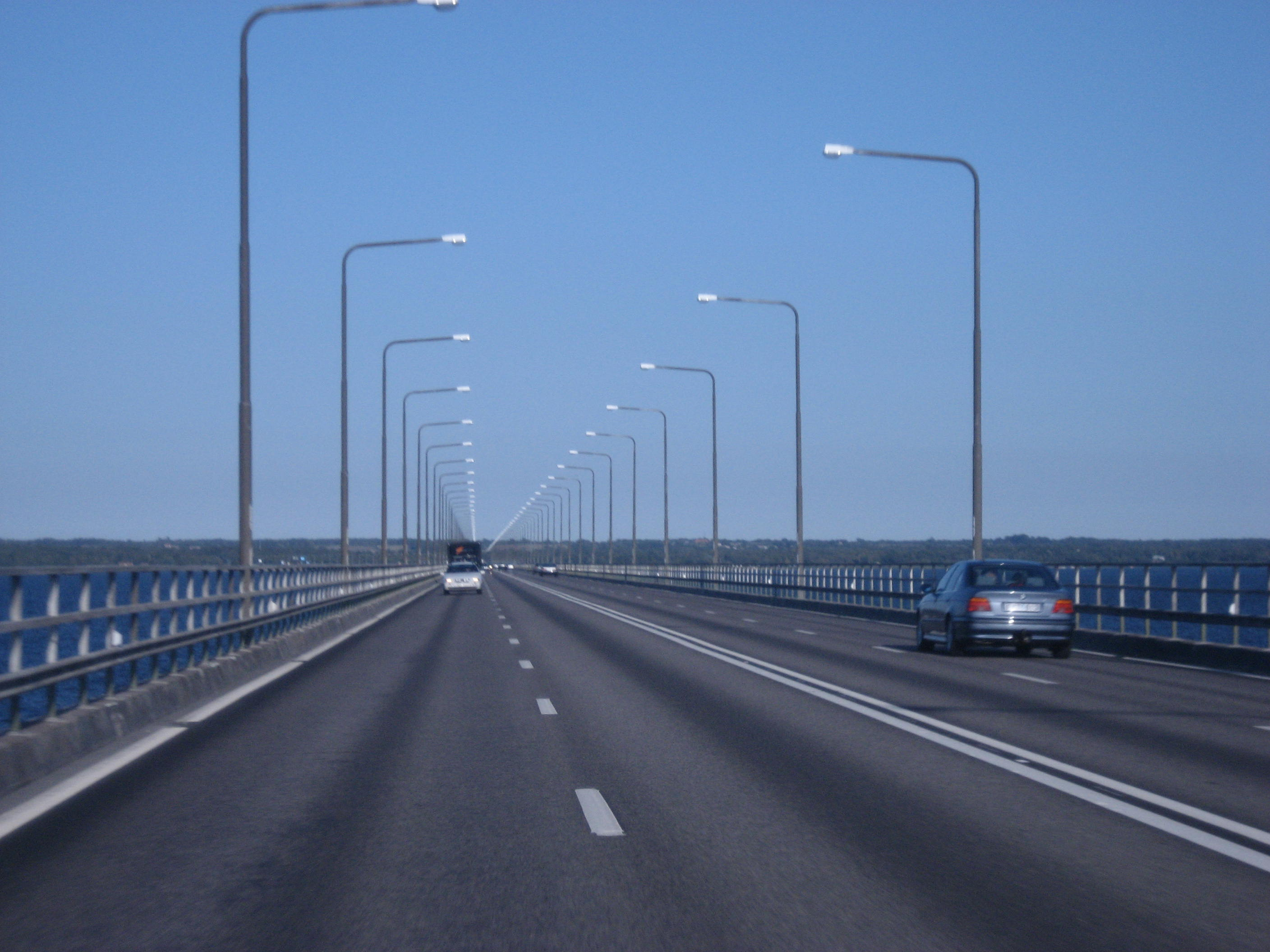
حركة مرور السيارات على جسر إولاند

جسر إولاند ( بالسويدية Ölandsbron ) يربط جسر إولاند بين محافظة كالمار الواقعة في البر الرئيس للسويد وبين جزيرة إولاند التابعة لها على بحر البلطيق أفتتح جسر إولاند في 30 أيلول - سبتمبر من سنة 1972 يبلغ طول جسر إولاند حوالي 6072 متر ويعد بذلك ثاني أطول جسر في السويد
بعد جسر أوريسند ويبلغ عرض جسر إولاند حوالي 13 متر ويبلغ أقصى ارتفاع للجسر 41.69 مترا وارتفاع الحد الأدنى من الجسر 6.65 مترا والجسر مبني على 155 عمود خرساني.